# Виру (станція)
Виру (ест. Võru raudteejaam) ― приміська залізнична станція, розташована у південній частині міста Виру повіту Вирумаа в Естонії. Історична будівля станції збереглася і розташовується за адресою вул. Яама, 14. Через Виру проходить залізнична лінія Валга—Печори, прокладена у 1889 році як частина залізниці Рига—Псков—Санкт-Петербург.
З березня 2001 року, коли у Виру зупинився останній регулярний пасажирський потяг, станція використовується лише для обслуговування товарних потягів, проте через скорочення руху транзитних потягів по всій країні торгові потоки, що проходили через Виру (незважаючи на побудову у 2011 році прикордонної станції Койдула) значно скоротилися.
Вокзал Виру є визнаною історичною пам'яткою, внесеною до Національного реєстру об'єктів культурної спадщини Естонії під номером 1829.

## Історія
Вокзал був відкритий на землях мизи Вана-Касаріца тодішньої парафії Риуґе та отримав свою назву на честь міста Виру неподалік. Регулярні пасажирські потяги через Виру (по лінії Валга–Вескі) востаннє курсували у березні 2001 року; станції Виру на цій лінії з напрямку Валги передувала станція Вагула, а наступною після неї була станція Нинова. Зараз вокзал та його колії використовуються лише для вантажних перевезень. Були сподівання, що пасажирські потяги знову будуть тут зупинятися, проте у 2010 році Естонська залізниця визнала, що не зацікавлена у цьому. Попри це станція мала бути модернізована для відповідності поточним стандартам, проте наразі будівля вокзалу, що належить Eesti Raudtee, стоїть порожньою, перебуває у поганому стані та не має вікон.
Зараз на вокзалі Виру є шість колій та комплекс будівель вокзалу. Також на станції є низка відгалужень, що ведуть до різних промислових територій.
У середині 1980-х рр. на залізниці було проведено масштабний капітальний ремонт, у зв'язку з чим на відстані кількох сотень метрів на схід від вокзалу Виру також було споруджено новий пост централізації електроенергії, де і досі розміщено пульт керування станційною автоматикою та робоче місце наглядача за вокзалом.
У 2016 році з двох невисоких перонів було розібрано залізничне полотно між проїздами.

## Головна будівля вокзал

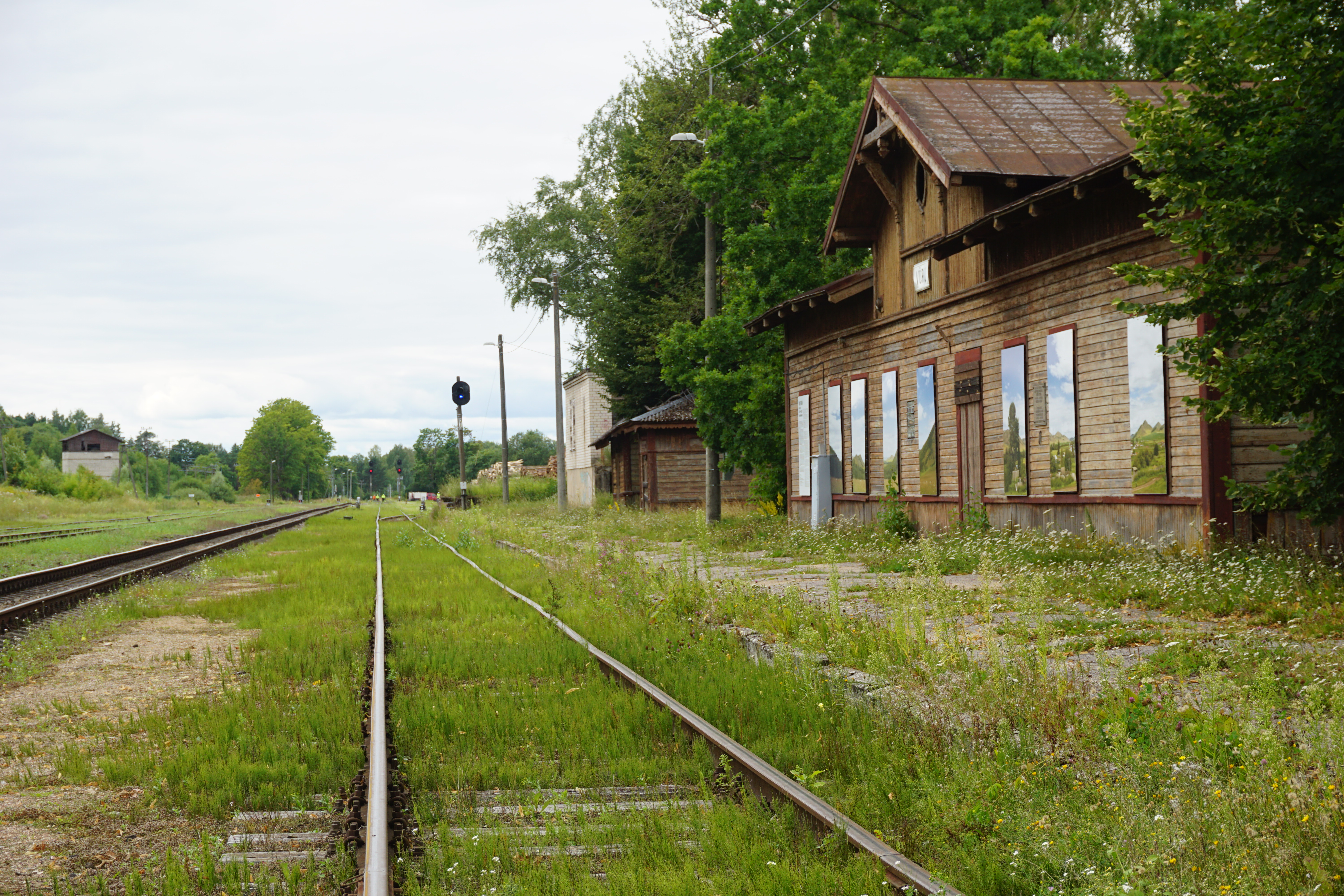
Головна будівля вокзалу у Виру

Головна будівля вокзалу Виру була споруджена у 1889 році у національно-історичному стилі. Вокзальна будівля IV класу була збудована за типовим проєктом подібно до вокзалів Антсли та Печор, проте будівля вокзалу Виру відрізняється від них більшою довжиною та розміром.
Будівлі вокзалів характеризує простий симетричний боковий фасад та напіввальмовий дах з низьким косим та широким карнизом. У випадку будівель примітним також є розташований навпроти залу очікування центральний ризаліт, що акцентує на собі увагу.
У 1919 році у ході Визвольної війни будівля вокзалу була сильно пошкоджена, проте згодом відновлена.

## Меморіал

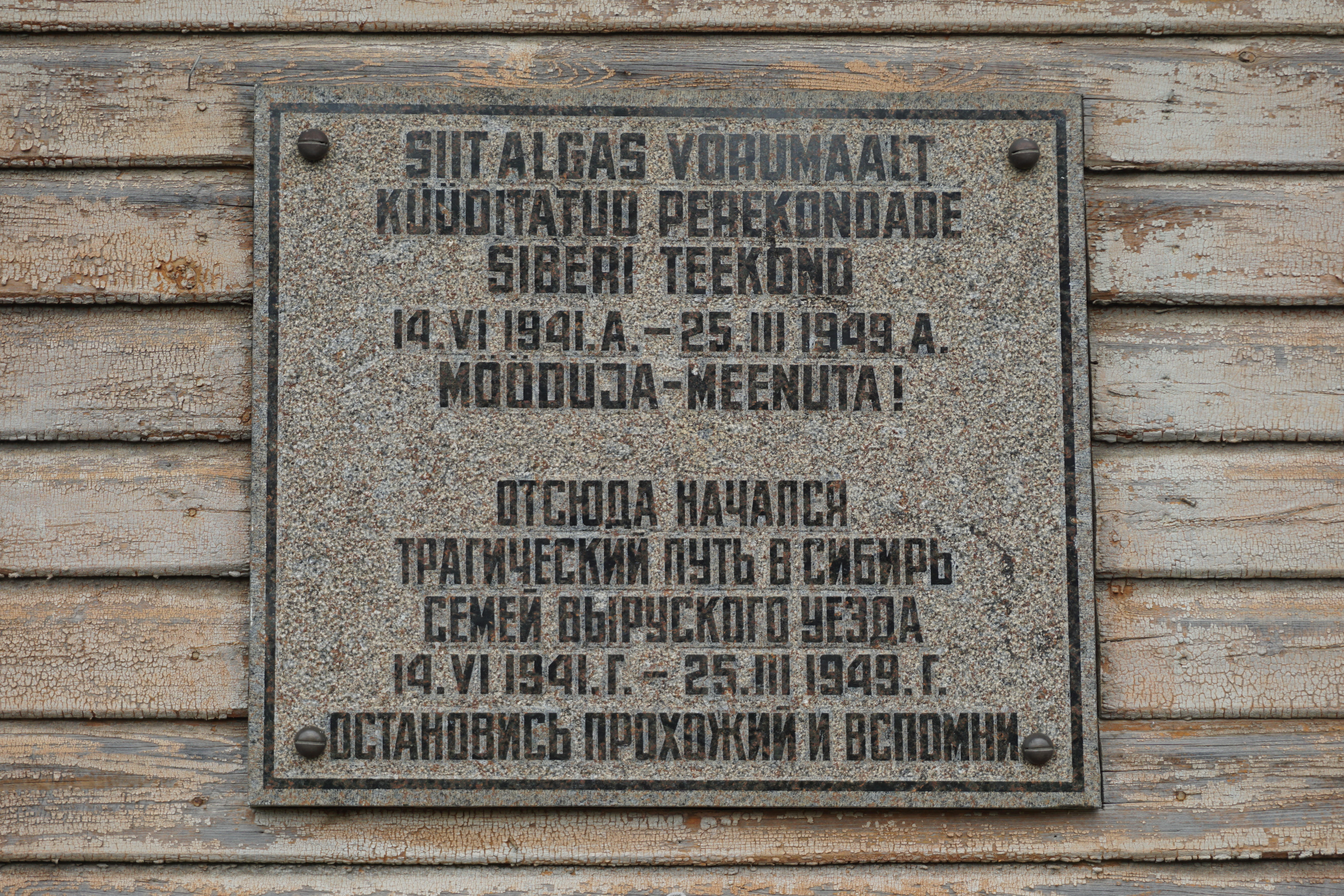
Меморіальна дошка на стіні вокзалу Виру

У червні 1941 (у рамках Червневої депортації) та у березні 1949 року (у рамках операції «Прибій») естонці були депортовані до Сибіру через вокзал Виру. На спомин тих подій на стіні вокзалу у 1989 році була відкрита гранітна меморіальна дошка із текстом:
|   | Звідси почався шлях депортованих сімей Вирумаа до Сибіру 14.IV 1944 р. – 25.II 1949 р. Перехожий, зупинись та згадай! |
| — | |

22 червня 2016 року біля будівлі вокзалу був відкритий новий меморіал на честь депортованих з Естонії у 1941–1952 рр.

## Галерея

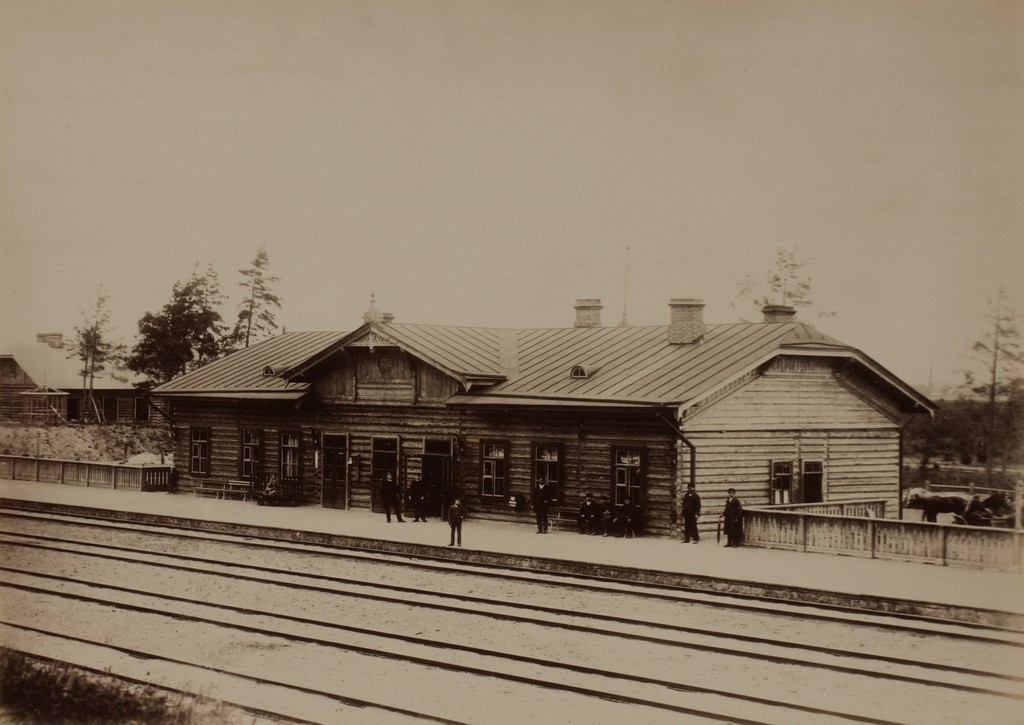
Вокзал Виру у 1890 році
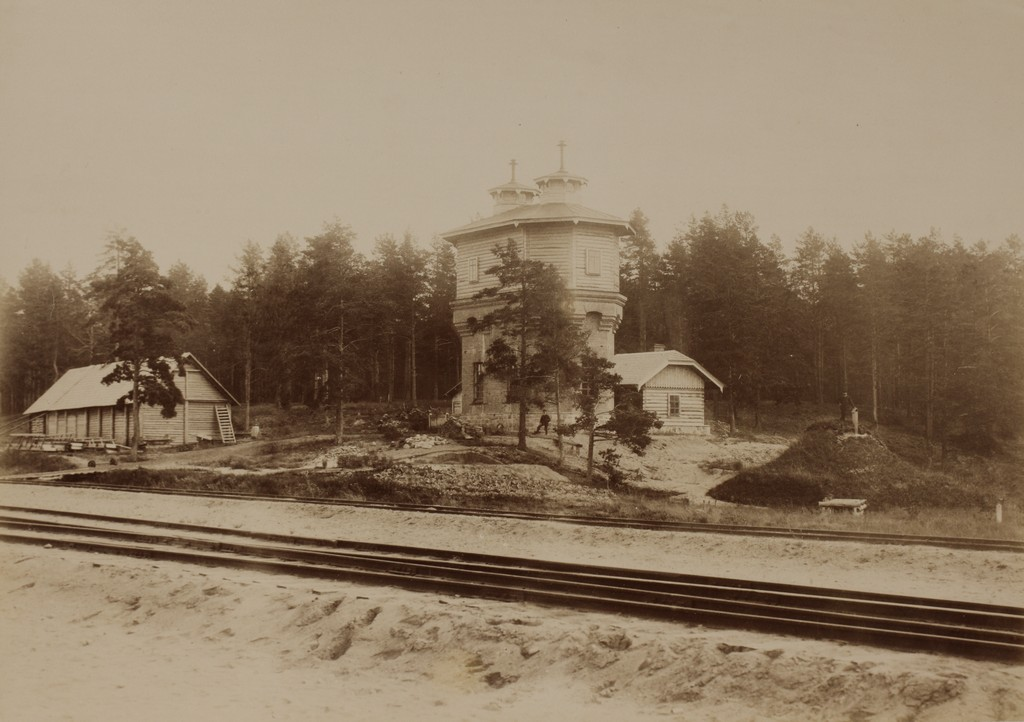
Водонапірна вежа вокзалу Виру у 1889 році
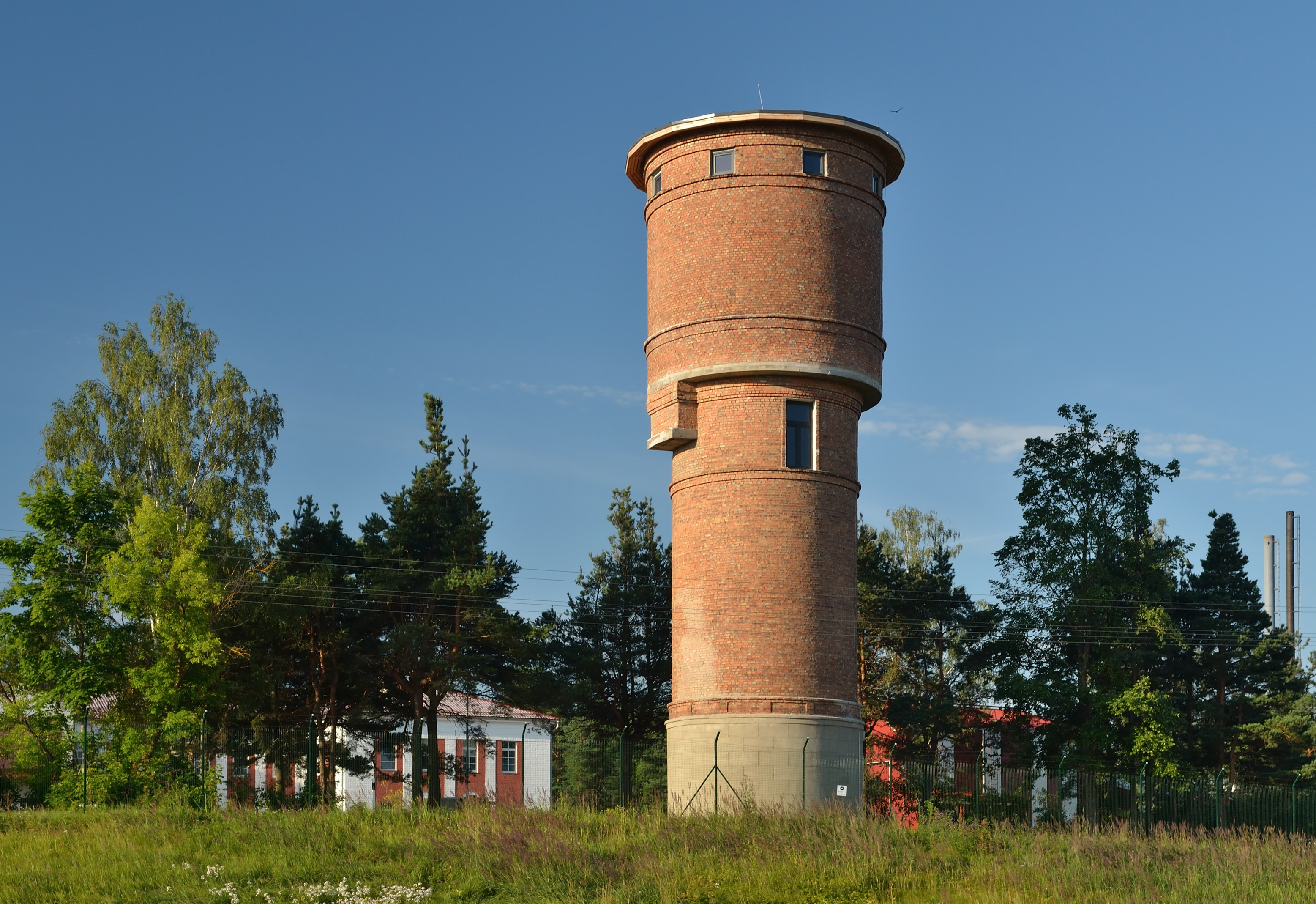
Водонапірна вежа біля вокзалу, 2012 рік
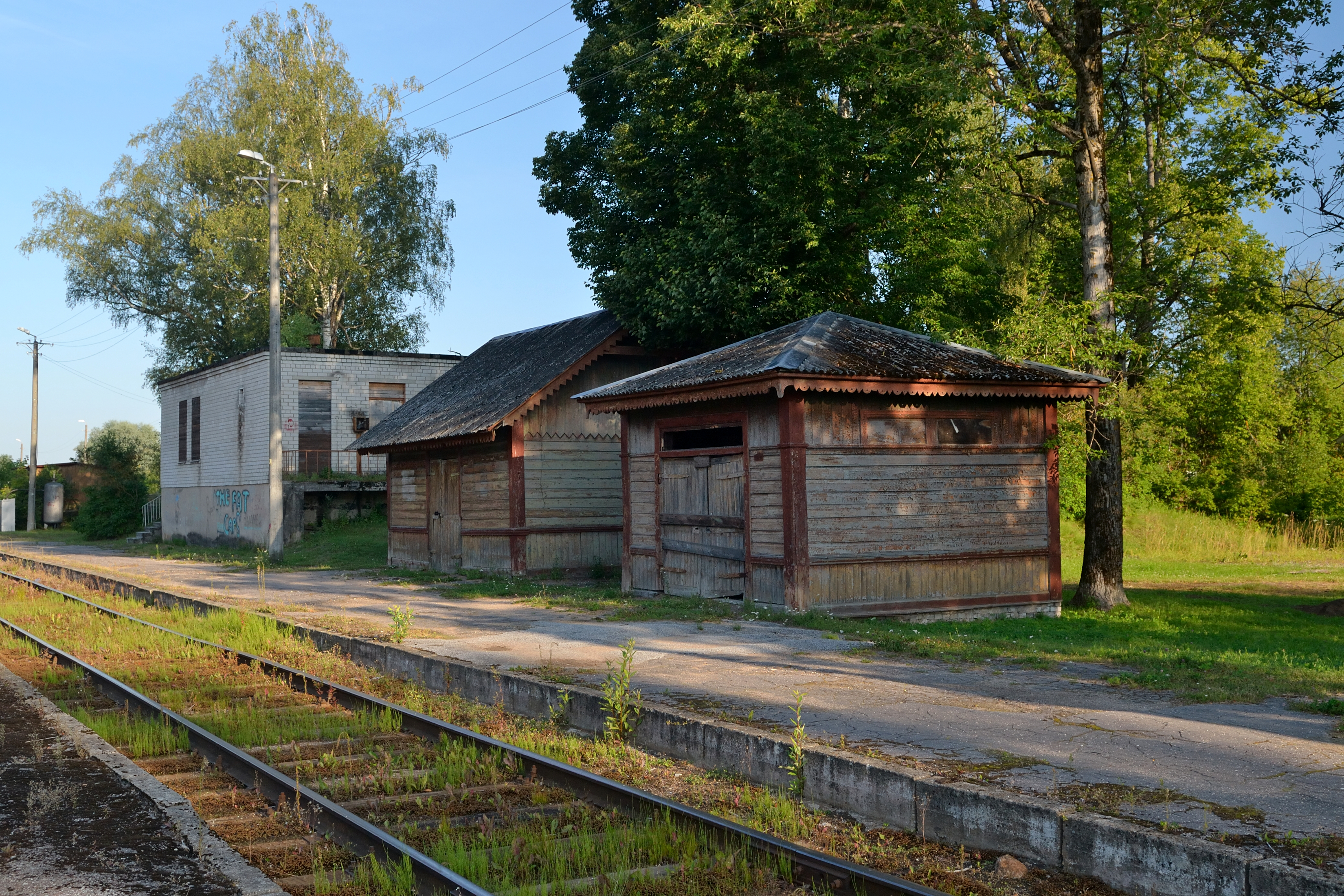
Господарські приміщення, 2012 рік
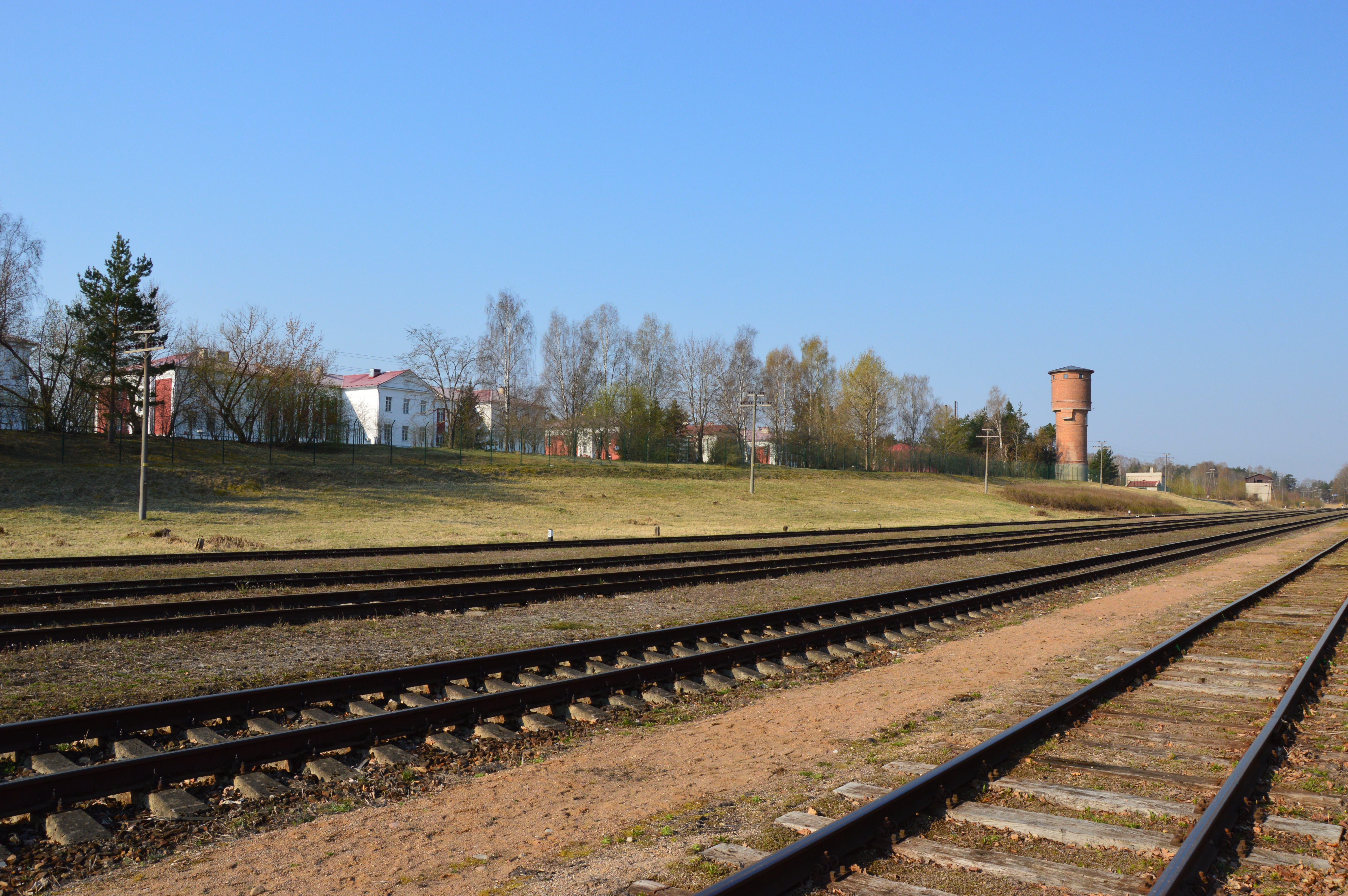
Вокзал Виру навесні 2019 року
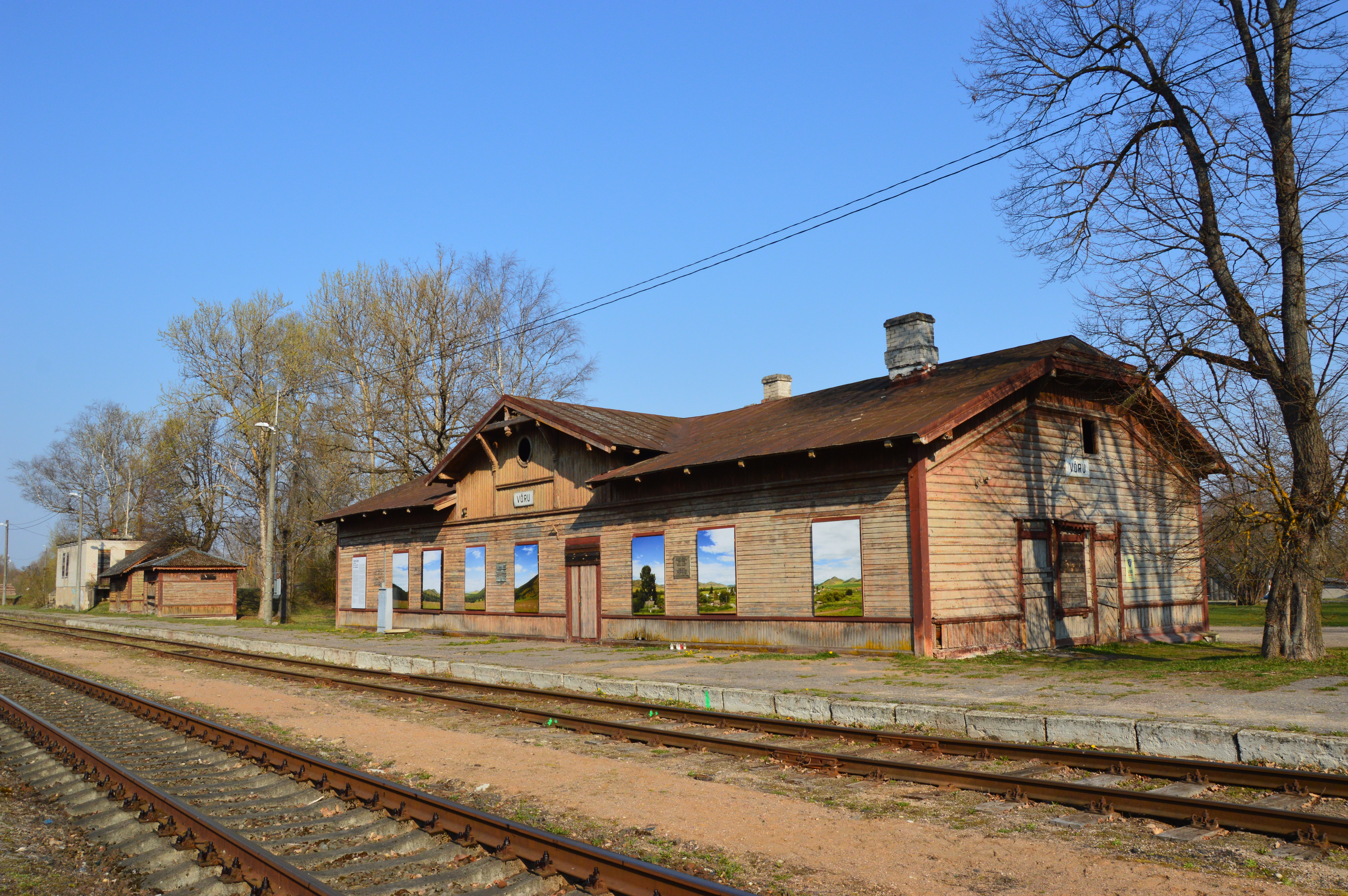
Будівля вокзалу, 2019 рік
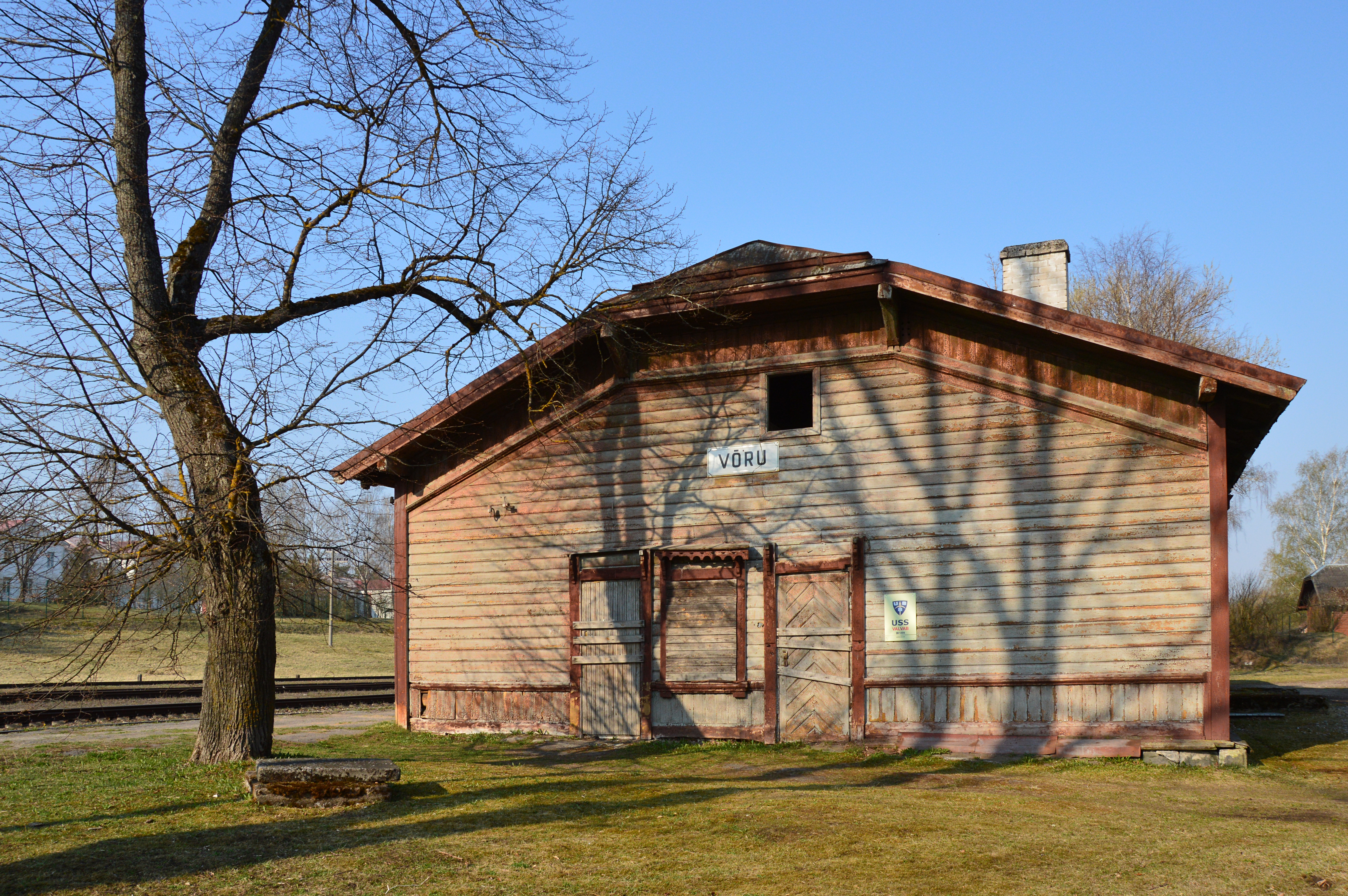
Будівля вокзалу збоку
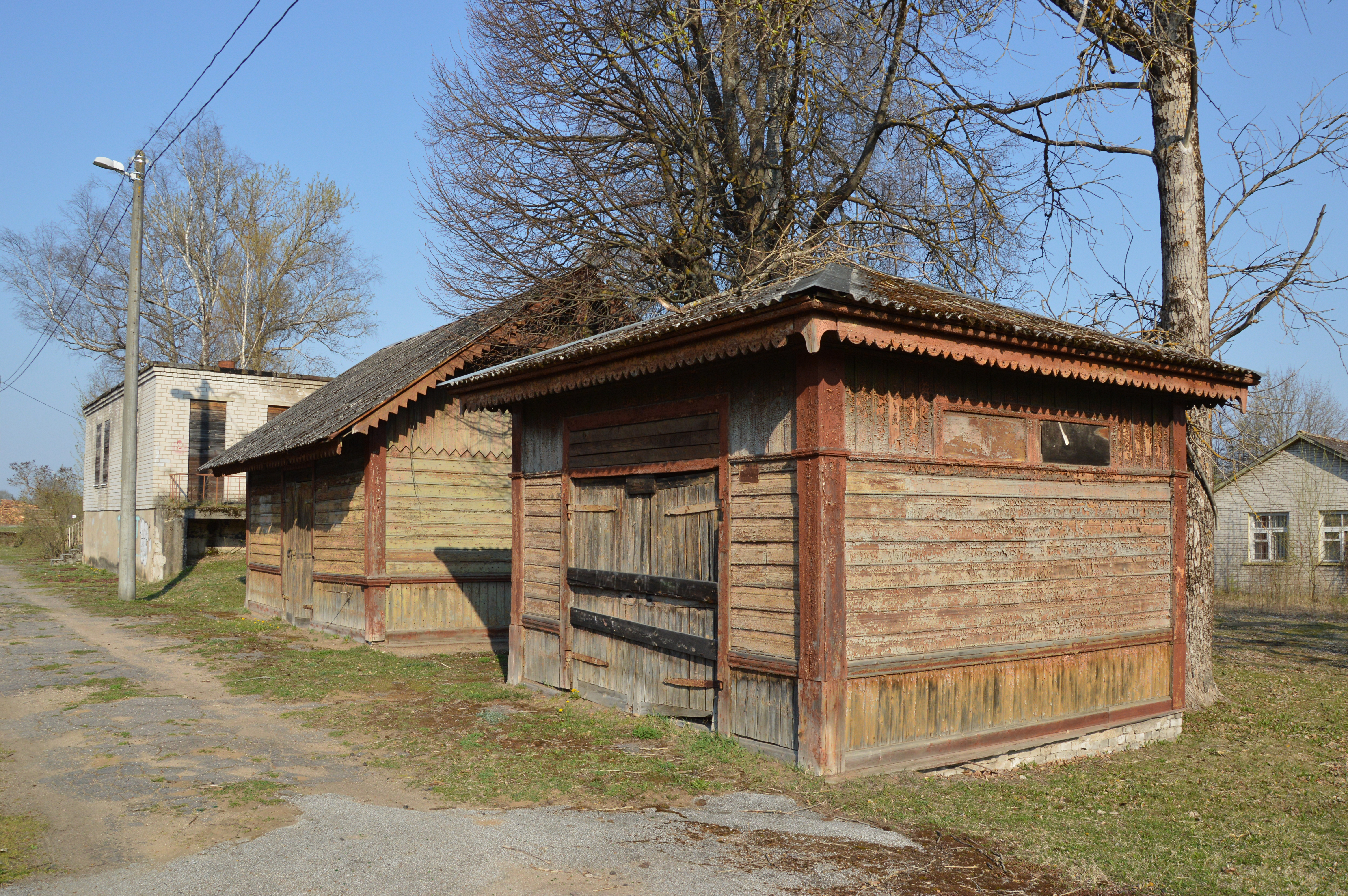
Господарські приміщення, 2019 рік
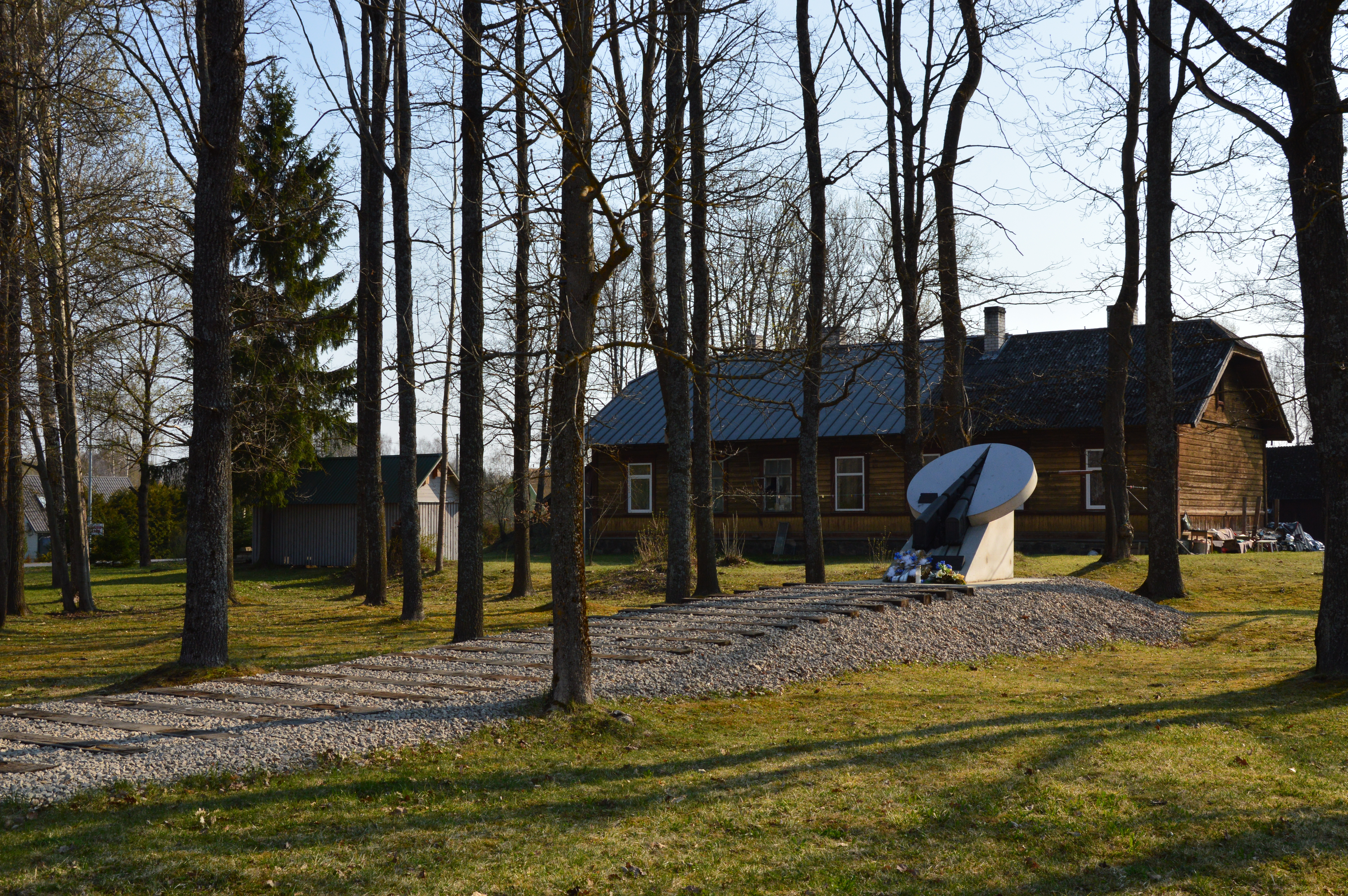
Меморіал біля вокзалу
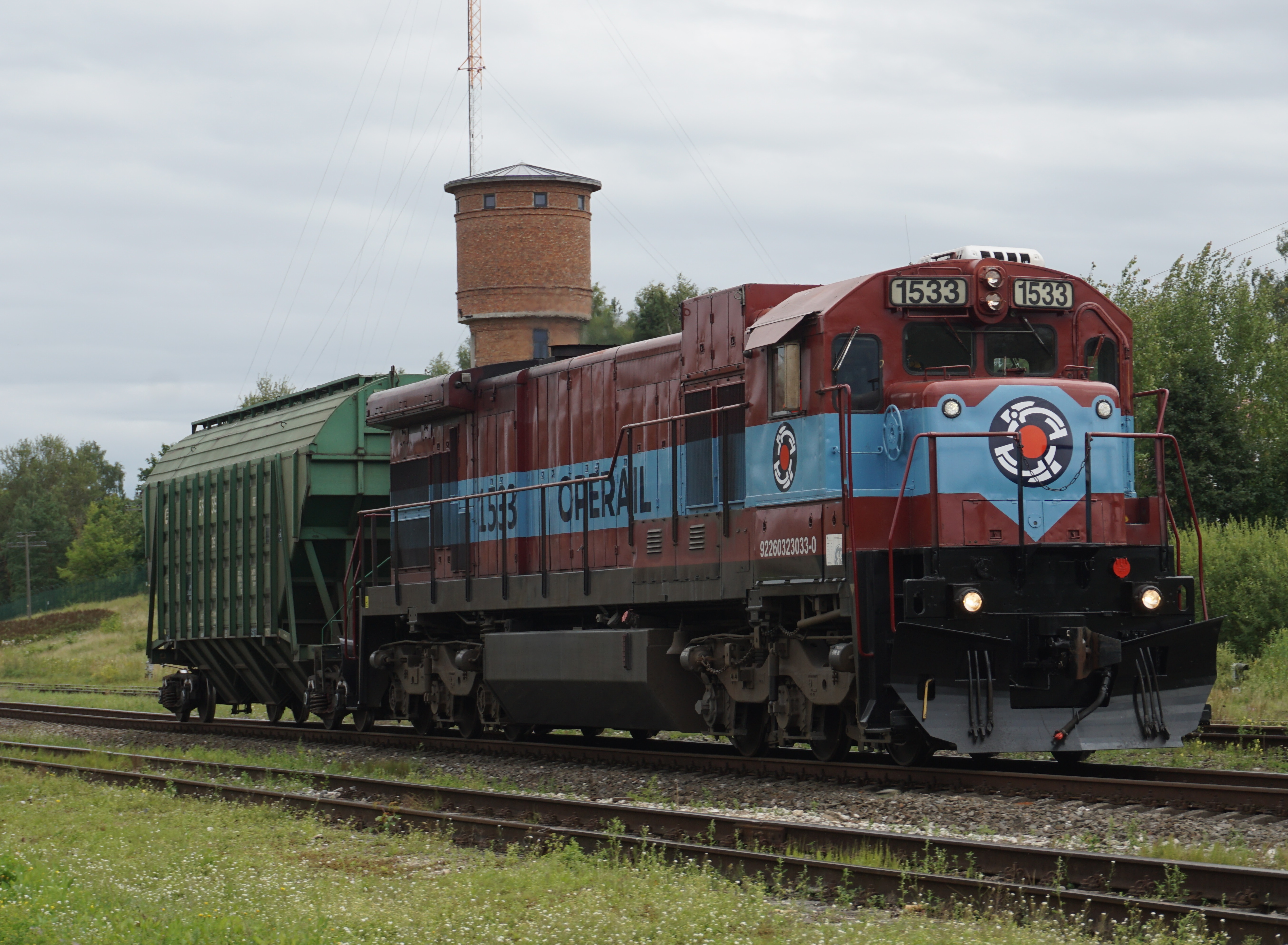
Товарний потяг, що проїжджає повз станцію Виру, на передньому плані американський дизельний локомотив C36-7i
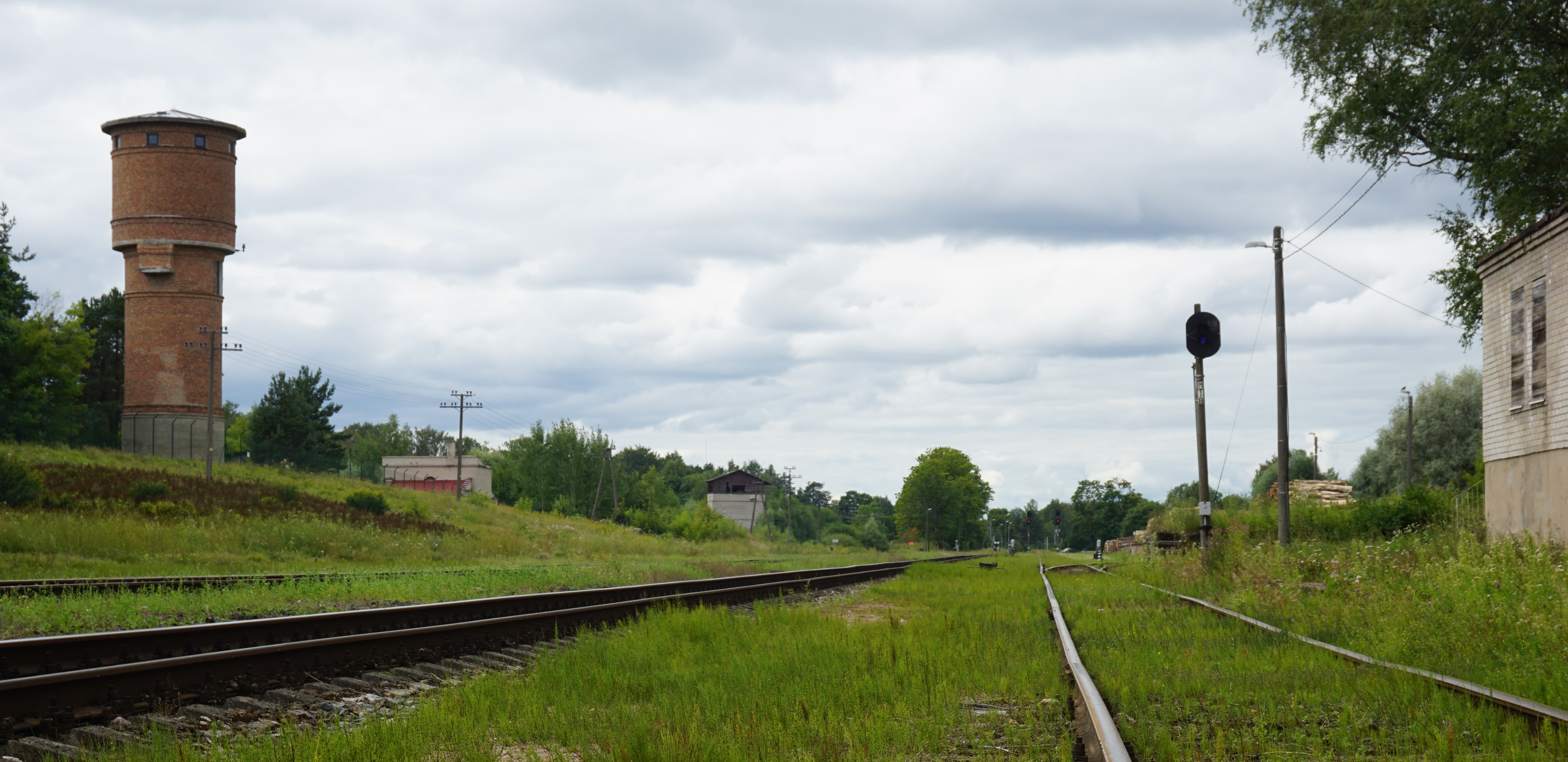
Вокзал Виру
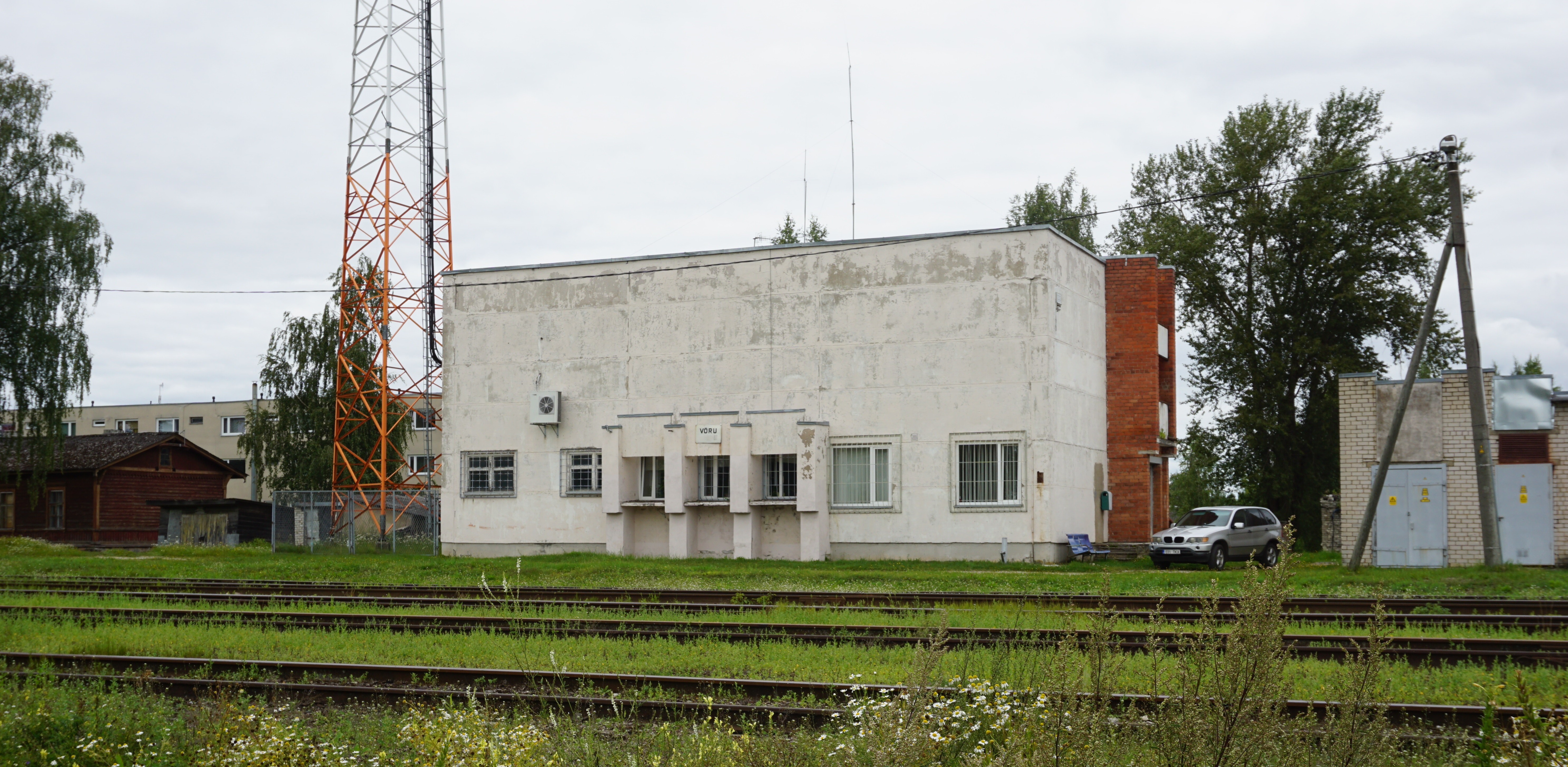
Центр управління вокзалу Виру, збудований у 1980-х рр.
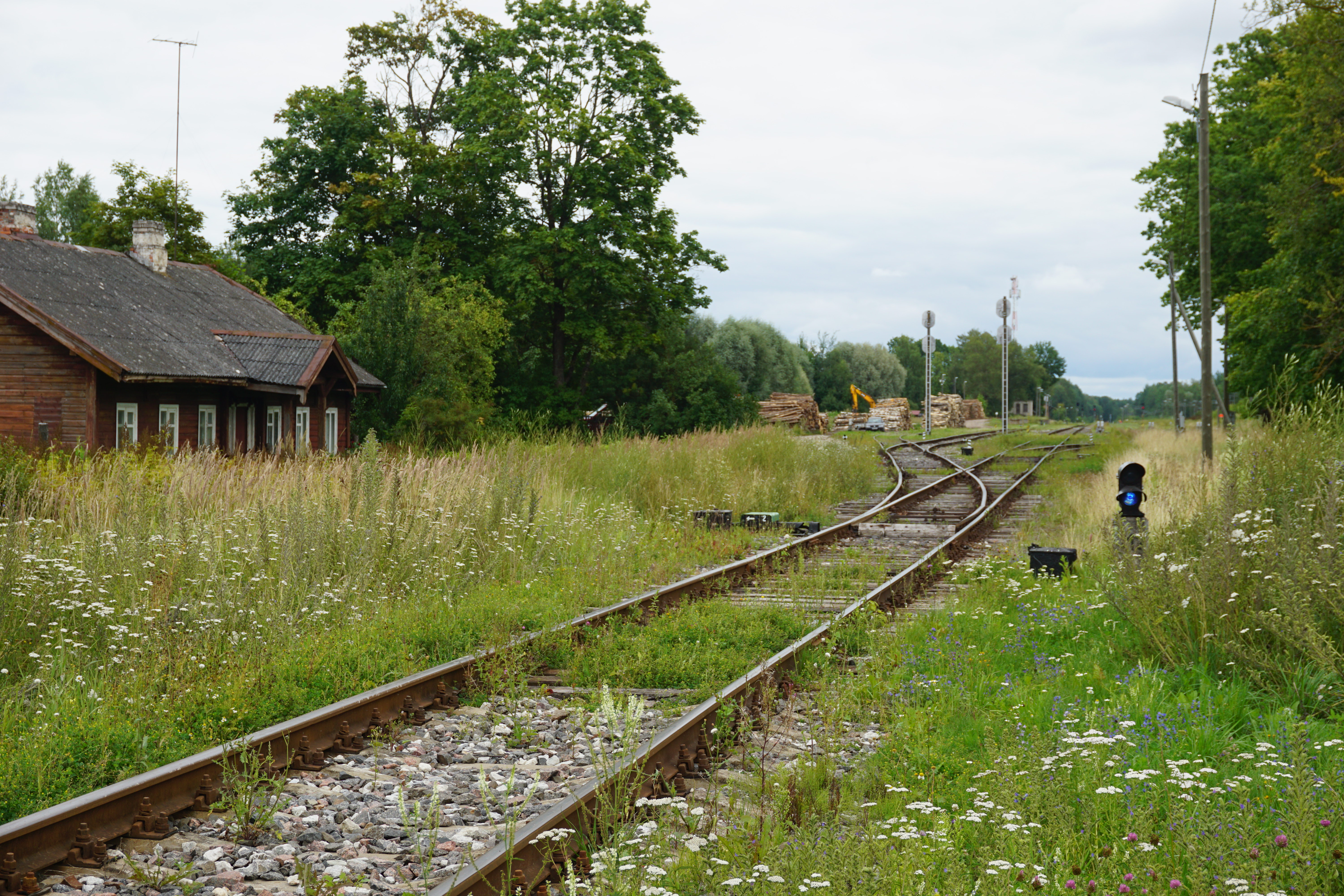
Вид на вокзал Виру з вулиці Крейцвальді